# Діамантіно (фільм)
«Діамантіно» (порт. Diamantino) — копродукційний фентезійно-драмедійний фільм Португалії, Бразилії та Франції 2018 року, поставлений режисерами Габріелем Абрантешом та Деніелом Шмідтом. Світова прем'єра відбулася 11 травня 2018 на 71-му Каннському міжнародному кінофестивалі, де стрічка брала участь у програмі Міжнародного тижня критики та отримала там Гран-прі .

## Сюжет
Футболіст португальської збірної Діамантіно — світова зірка. Незвичайний талант зробив з форварда ікону футболу та світового ідола, на якого хочуть бути схожі всі. Секрет його успіху — у видіннях: під час гри поле для нього перетворюється на море рожевої піни, а інші гравці — в маленьких пухнастих пекінезів. Діамантіно має по діаманту в кожному вусі, у нього дитяча наївність на обличчі, і живе він з сестрами-близнючками та батьком, який колись перетворив його на чемпіона. Діамантіно обожнює батька у відповідь, а ще — бельгійські вафлі зі збитими вершками і своє кошеня.
Незадовго перед відповідальним матчем Діамантіно проводить час на яхті з сім'єю і коктейлями, і вони випадково натрапляють на човен з виснаженими біженцями. Чи то це, чи то щось інше збиває настрій Діамантіно, і у важливому матчі чемпіонату він не забиває доленосного пенальті. Португалія програє і вся країна повстає проти свого колишнього футбольного бога. Здається, усе проти героя: саме під час того самого матчу помирає батько, газети починають колективне цькування, а сестри планують проти брата змову — хочуть продати його ученим, які клонують футболіста на радість підпільній партії португальських ультраконсерваторів. Ті, прийшовши до влади на хвилі народного захвату, мріють просунути референдум, щоб вийти з Євросоюзу. Сам же Діамантіно вирішує боротися з нудьгою, всиновивши біженця, якому в результаті належить врятувати названого батька від проблем. Та тільки хлопчик виявляється перевдягненою в чоловіче співробітницею секретної служби під прикриттям.

## У ролях
| • Карлоту Котто     | … | Діамантіно |
| • Клео Таварес      | … |            |
| • Анабела Морейра   | … |            |
| • Маргарида Морейра | … |            |
| • Карла Масьєль     | … |            |
| • Чико Чапас        | … |            |
| • Жуана Барриуш     | … |            |
| • Марія Лейте       | … |            |
| • Філіпе Варгас     | … |            |
| • Уго Сантос Сільва | … |            |

## Знімальна група
- Автори сценарію — Габріель Абрантеш, Деніел Шмідт
- Режисери-постановники — Габріель Абрантеш, Деніел Шмідт
- Продюсери — Марія Жуан Майєр, Жустен Торан
- Виконавчий продюсер — Деніел ван Гуґстратен
- Співпродюсери — Феліпе Шолл, Фернанда Торнаґі
- Оператор — Чарльз Аклі Андерсон
- Композитори — Адріана Гольтц, Уліссе Клотц
- Монтаж — Габріель Абрантеш, Рафаелле Мартін Голґер, Деніел Шмідт
- Артдиректори — Кипресс Кук, Бруно Дуарте

## Нагороди та номінації
| Список нагород та номінацій (Список не є вичерпним)    | Список нагород та номінацій (Список не є вичерпним) | Список нагород та номінацій (Список не є вичерпним)              | Список нагород та номінацій (Список не є вичерпним) | Список нагород та номінацій (Список не є вичерпним) | Список нагород та номінацій (Список не є вичерпним) |
| Кінофестиваль/Кінопремія                               | Рік                                                 | Категорія                                                        | Номінант(и)                                         | Результат                                           | Дж                                                  |
| ------------------------------------------------------ | --------------------------------------------------- | ---------------------------------------------------------------- | --------------------------------------------------- | --------------------------------------------------- | --------------------------------------------------- |
| 71-й Каннський міжнародний кінофестиваль               | 2018                                                | Гран-прі Тижня критики                                           | Діамантіно                                          | Перемога                                            |                                                     |
| 71-й Каннський міжнародний кінофестиваль               | 2018                                                | Queer Palm                                                       | Діамантіно                                          | Номінація                                           |                                                     |
| 71-й Каннський міжнародний кінофестиваль               | 2018                                                | Palm Dog — Приз журі                                             | Діамантіно                                          | Перемога                                            |                                                     |
| Мюнхенський кінофестиваль                              | 2018                                                | Приз CineVision найкращим режисерам-початківцям                  | Габріель Абрантеш, Деніел Шмідт                     | Номінація                                           |                                                     |
| Міжнародний фестиваль фантастичних фільмів у Невшателі | 2018                                                | Приз Нарцис за найкращий фільм                                   | Діамантіно                                          | Номінація                                           |                                                     |
| Міжнародний фестиваль фантастичних фільмів у Невшателі | 2018                                                | Приз Срібний Мельєс за найкращий європейський фантастичний фільм | Діамантіно                                          | Номінація                                           |                                                     |
| Кінофестиваль у Сіджасі                                | 2018                                                | Найкращий фільм                                                  | Діамантіно                                          | Номінація                                           |                                                     |
| Європейський кіноприз                                  | 15.12.2018                                          | Найкращий комедійний фільм                                       | Діамантіно                                          | Номінація                                           |                                                     |